# ۲۶۹۵۵ دروغ
سیارک ۲۶۹۵۵ (به انگلیسی: 26955 Lie، نامگذاری:1997MR1) بیست و شش هزار و نهصد و پنجاه و پنجمین سیارک کشف شده‌است که در ۳۰ ژوئن ۱۹۹۷ کشف شد.